# Barrio Parque San Jorge
Barrio Parque San Jorge (o simplemente Barrio San Jorge) es un barrio del partido de Campana, provincia de Buenos Aires, Argentina ubicada sobre el km 185 de la Autovía N.º 6.